# Josep Bosch i Carbonell
Josep Bosch i Carbonell   (Barcelona, 4 de juliol de 1843 - 4 d'agost de 1895) fou un empresari i polític català, diputat a les Corts Espanyoles durant la restauració borbònica

## Biografia
Fill del comerciant i banquer Josep Bosch i Mustich i de Rosa Carbonell i Vergués, fou copropietari de la indústria cotonera R. Bosch i Cia, alhora que tenia inversions a Cuba. Fou elegit diputat del Partit Liberal Fusionista pel districte de Tortosa a les eleccions generals espanyoles de 1881 i nomenat senador per la província de Tarragona el 1886, 1891-1893 i el 1893-1895. Participà en l'organització de la Diputació Catalana de 1881, de la que en fou secretari per Tarragona.
Fou germà de Clotilde Bosch i Carbonell i Rafael Bosch i Carbonell.